# خوفد
خوفد، خووْد، یا خوبد (به مغولی: Ховд، [Xovd]؛ ᠬᠣᠪᠳᠤ، [qobdu])، همین‌طور موسوم به شهرستان جارغالانت (به زبان مغولی: Жаргалант сум، [Žargalant sum]؛ ᠵᠢᠷᠭᠠᠯᠠᠩᠲᠤ ᠰᠤᠮᠤ، [jirɣalaŋtu sumu]) شهر، شهرستان، و مرکز اداری استان هم‌نام (خوفد) در کشور مغولستان است که در سال ۲۰۲۲ میلادی دارای جمعیتی معادل ۳۲٬۶۶۳ نفر بوده.
این شهر در سال ۱۹۹۷ میلادی جمعیتی معادل۱۷٬۵۰۰ نفر داشته  که
در سال ۲۰۰۸ با رشدی معادل +۲٫۱% (۱۱٬۱۰۱ نفر)، تعداد سکنه‌های آن به ۲۸٬۶۰۱ نفر، و در سال ۲۰۲۲ میلادی به ۳۲٬۶۶۳ نفر رسیده‌است.

## تقسیمات اداری
شهرستان جارغالانت (شهر خوفد) متشکل از ۱۲ قصبه (باغ) می‌باشد، شامل:
- آلاغ‌تولغوی (مغولی: Алаг толгой баг، [Alag tolgoj bag]؛ ᠠᠯᠠᠭ ᠲᠣᠯᠤᠭᠠᠢ ᠪᠠᠭ، [alaɣ toluɣai baɣ])
- باتورخایرخان (مغولی: Баатархайрхан баг، [Baatarxajrxan bag]؛ ᠪᠠᠭᠠᠲᠤᠷ ᠬᠠᠶᠢᠷᠬᠠᠨ ᠪᠠᠭ، [baɣadur qayirqan baɣ])
- بوغات (مغولی: Бугат баг، [Bugat bag]؛ ᠪᠤᠭᠤᠲᠤ  ᠪᠠᠭ، [buɣatu baɣ])
- بویانت (مغولی: Буянт баг، [Bujant bag]؛ ᠪᠤᠶ᠋ᠠᠨᠲᠤ ᠪᠠᠭ، [buyantu baɣ])
- بیچیگت (مغولی: Бичигт баг، [Bičigt bag]؛ ᠪᠢᠴᠢᠭᠲᠦ ᠪᠠᠭ، [bičigtü baɣ])
- تاخیلت (مغولی: Тахилт баг، [Taxilt bag]؛ ᠲᠠᠬᠢᠯᠲᠤ ᠪᠠᠭ، [taqiltu baɣ])
- جارغالان (مغولی: Жаргалан баг، [Žargalan bag]؛ ᠵᠢᠷᠭᠠᠯᠠᠩ ᠪᠠᠭ، [jirɣalaŋ baɣ])
- چامباغاراف (مغولی: Цамбагарав баг، [Cambagarav bag]؛ ᠴᠠᠮᠪᠠᠭᠠᠷᠪᠤ ᠪᠠᠭ، [čambaɣarbu baɣ])
- خایرخان (مغولی: Хайрхан баг، [Xajrxan bag]؛ ᠬᠠᠶᠢᠷᠬᠠᠨ ᠪᠠᠭ، [qayirqan baɣ])
- راشانت (مغولی: Рашаант баг، [Rašaant bag]؛ ᠷᠠᠰᠢᠶ᠋ᠠᠨᠲᠤ ᠪᠠᠭ، [rašiyantu baɣ])
- ماغسارجاف (مغولی: Магсаржав баг، [Naran bag]؛ ᠮᠠᠭᠰᠠᠷᠵᠠᠪ ᠪᠠᠭ، [maqsarjab baɣ])
- ناران (مغولی: Наран баг، [Naran bag]؛ ᠨᠠᠷᠠᠨ ᠪᠠᠭ، [naran baɣ])